# 黄銅

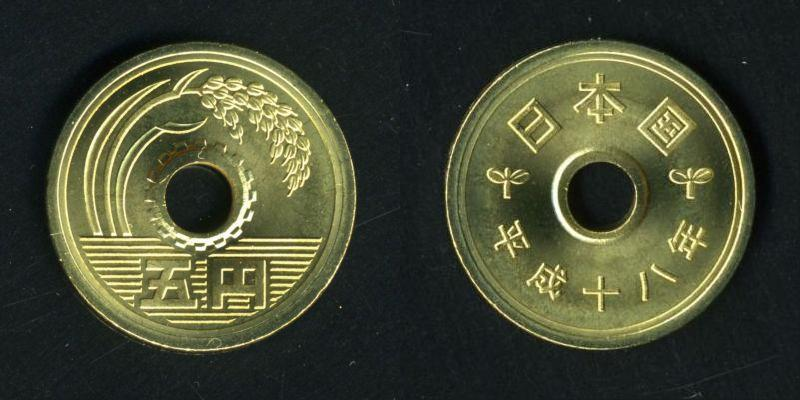
五円硬貨。銅60-70%、亜鉛40-30%の黄銅製。

黄銅（おうどう、英語: brass）は、銅と亜鉛の合金で、特に亜鉛が20%以上のものをいう。真鍮（しんちゅう）とも呼ばれる。

## 歴史
青銅と並ぶ重要な銅合金で、先史時代から使用されていた。初期は、亜鉛が豊富に含まれる銅鉱石を精錬して自然に得ていたと考えられる。考古学では、紀元前3千年紀には、西アジアや地中海東岸地域でごく少数の痕跡が確認されている。また、紀元前5世紀の中国で真鍮の痕跡がある。紀元前後の古代ローマ人は銅鉱と亜鉛鉱を混ぜて精製して使用していた。
しかし製造時に使う亜鉛蒸気が金属として認識されていなかったため、銅亜鉛合金としての真の性質は中世後期まで理解されていなかった。両単体金属を溶かし合わせて作るようになったのは、16世紀に亜鉛金属が発見されてからである。
製法は、ローマ時代までにはセメント化プロセスを使用したカラミンブラスが開発され、19世紀半ばまで類似手法で製造された。その後、16世紀にヨーロッパに導入されたスペルター法に置き換えられた。
なお、古代ローマではドゥポンディウスやセステルティウスなどの貨幣に使用されていた。

## 物性

銅-亜鉛混合系の相図。横軸は銅・亜鉛混合比、縦軸は温度を示す。混合比によりα相，β相，γ相等の異なる相をとる。

配合の比によって外見が変化し、亜鉛の量が増えるに従い銅赤色→黄金色→帯赤銀白色となり、機械的性質も変わるが一般的に引っ張り強さ・硬さ・延びともに良好で加工しやすく比較的安価なため、機械器具や日用品に極めて広い用途を持つ。また、鉛・錫・ニッケルなどを加えると特別な性質を持つので、用途に応じて特殊黄銅（鉛入黄銅・ネーバル黄銅・高力黄銅など）として製作される。
亜鉛のみとの合金では亜鉛の割合が増すごとに硬度を増すが、同時に脆さも増すため、亜鉛45%以上では実用に耐えない。最も一般的な黄銅は、銅65%、亜鉛35%のものである。また、銅と亜鉛の割合によって物性が変化する。JISでは銅合金として扱われ、材料記号は頭文字Cで始まる4桁記号で表される。下記に例を示す。
- C2600：七三黄銅（銅が約70%、亜鉛が約30%）　イエローブラスとも言う。
- C2801：六四黄銅（銅が約60%、亜鉛が約40%）　黄金色に近い黄色を示す。
- C3604：快削黄銅（銅が57.0-61.0%、鉛が1.8-3.7%、鉄が0.50%以下、鉄+錫が1.0%以下、亜鉛は残部）　被削性を高めるために鉛を添加している。
- C3771：鍛造用黄銅（銅が57.0-61.0%、鉛が1.0-2.5%、鉄+錫が1.0%以下、亜鉛は残部）
- C4600台：ネーバル(naval)黄銅（海軍黄銅とも言う）　錫（すず）を添加し耐海水性を高めたもの。
- CAC201：黄銅鋳物1種

いずれの黄銅も展延性に優れており、よく冷間加工で使用される。適度な硬さと過度ではない展延性によって、旋盤やフライス盤などによる切削加工が容易でなおかつ価格もほどほどなので、微細な切削加工を要求される金属部品の材料としての使用頻度が高い。

## 特徴
黄銅の比較的低い融点（組成に応じて900〜940°C、1,650〜1,720°F）とその流動特性により、黄銅は青銅や亜鉛などより簡単に鋳造可能である。
鉄鋼材に比べ錆びにくく水気にも強いので、クロームめっきやステンレス材の普及以前は食器、調理器具、水回り配管、建具等にも多用された。
物に当たっても火花が出ないため、火気厳禁の場所での工具に利用された。
リサイクル性
2002年の本によると90％回収されており、強磁性ではないため磁石によって容易に選別可能である。

## 用途

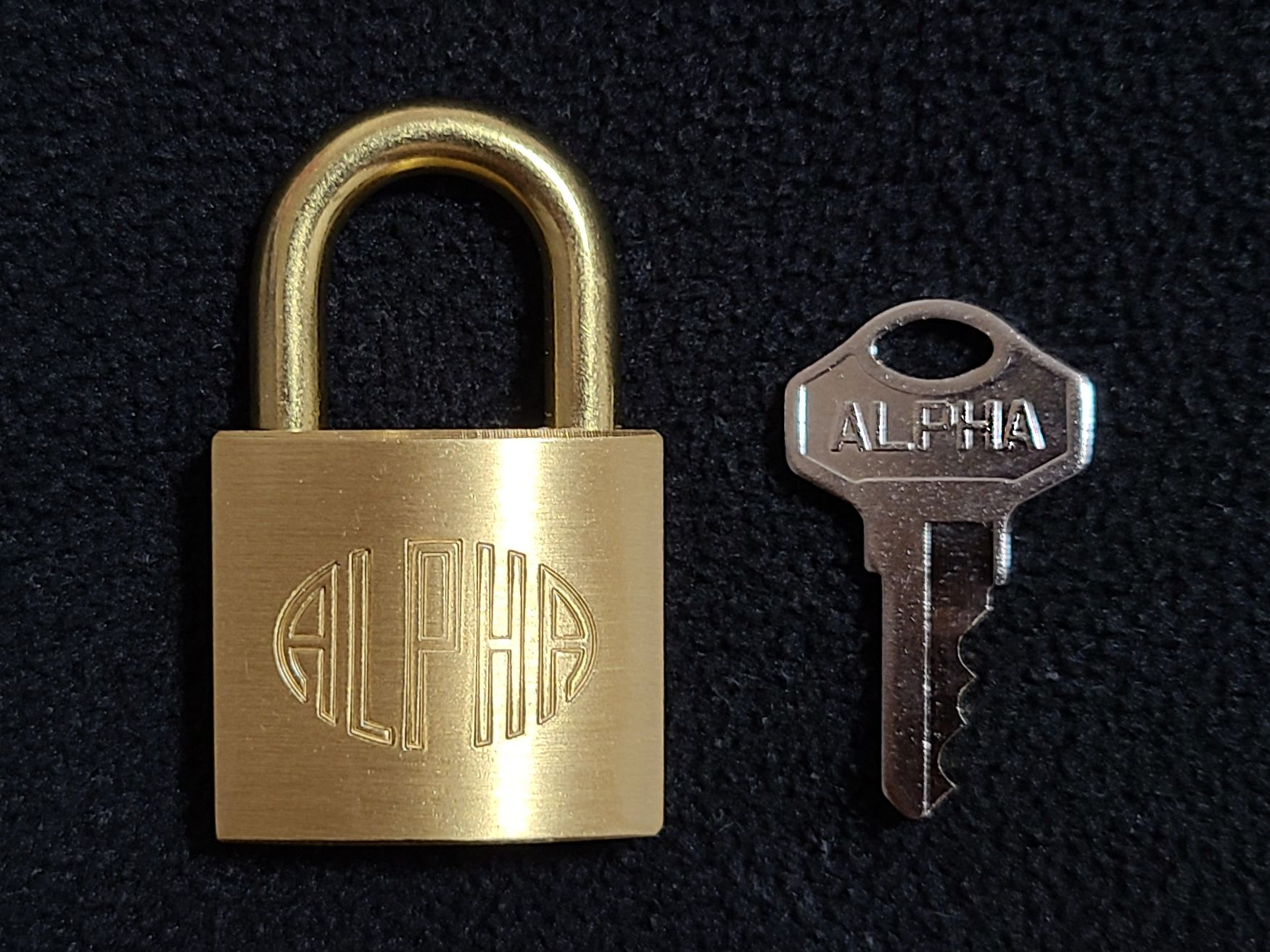
黄銅製の南京錠（アルファ製1000シリーズ）

前記の特性ゆえに、身近なところでは切削加工を多用する鍵や錠前、時計部品。他には紙幣の印刷機などの精密機械や理化学器械類、蛇口などの水道設備、弾薬の薬莢や金属模型などに広く使用されている。
エッチングして模型に使用される場合もあるほか、市販されている金色の塗料の多くには黄銅の微粉末が使われている。ただし、塗料については、経年により黒く変色し輝きを失うことがあり、ラテックス類・生ゴムに塗ると黄銅の成分（銅と亜鉛）によりゴムを分解腐食させてしまう欠点がある。
金に似た美しい黄色の光沢を放つことから金の代用品にもされ、poorman's gold（貧者の金）と呼ばれる。ただし錆に絶対的耐性をもつ純金と違い、黄銅は表面にくすみを生じるので、銀食器と同様に磨いたり、透明ラッカーでコーティング処理する対策を要する。

### 日本
日本では仏具、多くの金管楽器（別名であるブラス(brass)は黄銅の英名に由来している）などに多用されている。日本の時代劇において小道具として使われる偽の小判も真鍮製のものが多い。
日本では、12世紀の平安時代には、金の代用品として使われ始め、写経に大量に使われた。これは奈良大学の東野治之らの調査によって判明した（2014年4月21日）。それまでの通説では、亜鉛は比較的、低温で蒸発してしまうため、精錬が難しく、日本での黄銅の製法の普及は江戸時代になってからとされていた。
寛永通宝にも真鍮製のものがあり、これは一文銭よりやや大型で裏面に波の模様があり、四文に通用した。
また、1948年から現在に至るまで、日本で発行されている五円硬貨（品位は銅60%-70%、亜鉛40%-30%）の素材としても使われている。日本の貨幣素材としてのこの組成は、戦争に使用した薬莢や弾帯その他の兵器のスクラップを材料に用いたのが起源で、五円硬貨に使われる以前は、終戦直後の五十銭硬貨（大小2種あり）に使われ、また1948年の五円硬貨と同時に発行が開始された一円硬貨にも使われていた。また戦前にも日本で1938年の烏一銭黄銅貨が発行されたこともあったが、これは「黄銅貨」と称しても組成が戦後の黄銅貨と異なり、この硬貨の品位は銅90%、亜鉛10%で、トムバック黄銅と呼ばれる組成である。その一銭・五十銭および一円の黄銅貨はいずれも現在通用停止となっている。

## 文化
英語の慣用句で、組織のトップを top brass、高級将校を brass hat と言う。また「真鍮色の」という意味の brazen は、「恥知らず、図々しい」という意味をもつ。
アンモニアによる腐食
イギリス領インド帝国のイギリス軍内部で、夏場に厩舎に保管されていた弾薬の薬莢がクラックしていたのが発見された。調査の結果、夏場の熱さで厩舎内のアンモニアが蒸発し、それによって弾薬に使用される真鍮を腐食させたと判明した。この現象は、特定の季節に発生したことから、シーズンクラッキングと呼ばれる。
プレート
教会に寄進されるプレート（モニュメンタル・ブラス）に使用された。13-16世紀のイギリスで、プレートに彫られた文字や絵画をプレートの上に紙を置き、炭で擦って複写する技法である乾拓することが流行り、ブラスラビング（直訳すると黄銅擦り）と呼ばれた。